# Stolperstein von Plochingen
Der Stolperstein von Plochingen ist Gretchen Mayer gewidmet, einem Opfer der Aktion T4, des nationalsozialistischen Mordprogramms für Menschen mit Beeinträchtigung. Stolpersteine werden vom Kölner Künstler Gunter Demnig in weiten Teilen Europas verlegt. Sie erinnern an das Schicksal der Menschen, die von den Nationalsozialisten ermordet, deportiert, vertrieben oder in den Suizid getrieben wurden, und liegen im Regelfall vor dem letzten selbstgewählten Wohnsitz des Opfers. Das Schicksal von Gretchen Mayer wurde durch den ehemaligen Pfarrer Joachim Hahn erforscht.

## Stolperstein
| Stolperstein | Inschrift | Verlegeort                 | Name, Leben |
| ------------ | --- | -------------------------- | --- |
|              | HIER WOHNTE GRETCHEN MAYER JG. 1901 SEIT 1924 IN HEILANSTALTEN MIT UNTERBRECHUNGEN ZWANGSSTERILISIERT 1938 KRANKENHAUS WAIBLINGEN 'EINGEWIESEN' 30.9.1941 HEILANSTALT WINNENTAL ERMORDET 1.10.1941 | Plochinger Tannenstraße 50 | Gretchen Mayer wurde am 10. November 1901 in Plochingen geboren. Ihre Eltern waren Karl August Mayer, Prokurist in der Steingießerei Dettinger und Bertha Emilie, geborene Haug. Sie hatte zwei Brüder, die jung starben, und eine Schwester, Gertrud (gestorben 1983). Als Mayer 20 Jahre alt war, wurde sie mit Schizophrenie diagnostiziert. 1924 kam sie zur Behandlung ins Heilanstalt Christophsbad. Es folgten weitere stationäre Aufenthalte in verschiedenen Einrichtungen; so 1934 und 1936 in Tübingen, immer wieder unterbrochen von Aufenthalten zu Hause bei ihren Eltern. Von Oktober 1936 bis September 1938 war sie in der Heilanstalt Winnental untergebracht. Im Jahr 1938 wurde sie im Krankenhaus Waiblingen zwangssterilisiert. Im Jahr 1937 starb ihr Vater, was ihre Mutter finanziell in eine schwierige Situation brachte. Das rettete Gretchen Mayer erstmal das Leben; als die ersten Patienten aus Winnenden deportiert wurden, war sie gerade wieder zu Hause. Am 30. September 1941 erfolgte ihre Zwangseinweisung, wieder in die Heilanstalt Winnental. Gretchen Mayer verlor dort einen Tag später, am 1. Oktober 1941, ihr Leben. Die offizielle Todesursache war „Erkrankung der Kreislauforgane“. Gretchen Mayer wurde ein Opfer der Aktion T4. |

## Verlegedatum
Die Verlegung erfolgte am 22. Oktober 2021 durch den Künstler Gunter Demnig persönlich, am Tag zuvor hielt er einen Vortrag „Stolpersteine – Spuren und Wege“.

## Weblink
- Chronik der Stolpersteinverlegungen auf der Website des Projekts von Gunter Demnig